# Pisum hirsutum
Pisum hirsutum là một loài thực vật có hoa trong họ Đậu. Loài này được (L.) E.H.L. Krause miêu tả khoa học đầu tiên năm 1901.